# Urospora saenuridis
Urospora saenuridis is een soort in de taxonomische indeling van de Myzozoa, een stam van microscopische parasitaire dieren. Het organisme komt uit het geslacht Urospora en behoort tot de familie Urosporidae. Urospora saenuridis werd in 1909 ontdekt door E. Hesse.